# Kulstadholmane

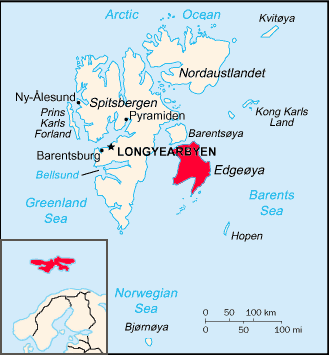
Översiktskarta

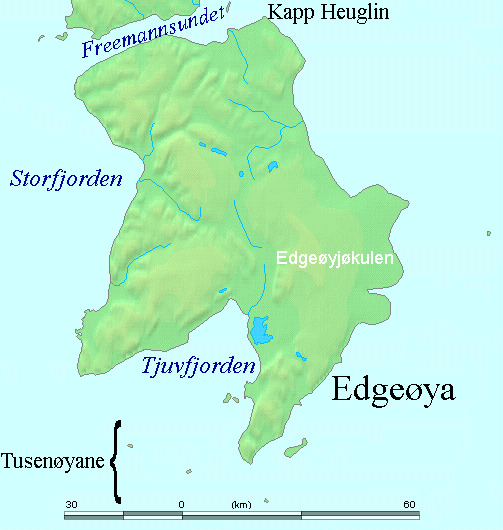
Lägeskarta

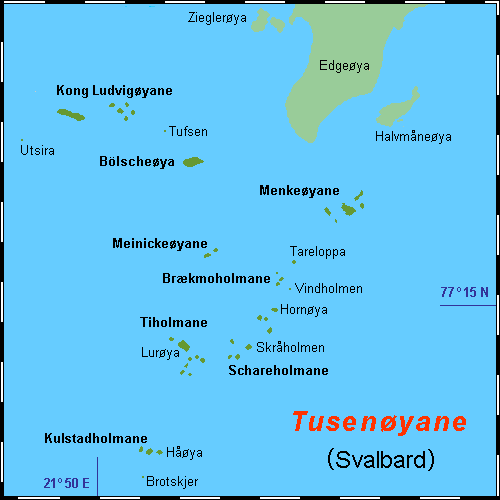
Tusenøyane

Kulstadholmane (Kulstadöarna) är en liten ögrupp i sydöstra Svalbard i Barents hav i Norra ishavet. Området är den sydligaste delen av Tusenøyane.

## Geografi
Kulstadholmane ligger cirka 225 km sydöst om Longyearbyen, cirka 100 km nordväst om ön Hopen och cirka 20 km sydväst om Edgeøyas södra kust. 
Ögruppen omfattar flera mindre öar och skär. De större är:
- Håøya, i den östra delen, största ön

- Håkjerringa, väster om huvudön

- Håkallen, väster om Håkjerringa

- Håungen, norr om Håkallen

och
- Brotskjer, cirka 17 km sydväst om ögruppen

Förvaltningsmässigt ingår hela Tusenøyane i naturreservatet Søraust-Svalbard naturreservat.
Området är en viktig boplats för en rad arktiska djur, däribland isbjörn och valross, och fåglar, däribland stormfågel, vitkindad gås, prutgås, ejder och silvertärna.

## Historia
Området omnämns första gången 1614 på en karta ritad av holländske Joris Carolus och även på en karta från 1625 från Muscovy Company och holländska kartor kring år 1662 ritade av G. Valk och P. Schenk finns området utmärkt.
Hela ögruppen är namngiven efter norske sälfångare Johan Kulstad som tillbringade en tid här efter att hans fartyg förliste 1853 vid Storfjorden, Håøya betyder "den höga ön" och Håkjerringa efter Håkjerring för Håkäring.
1973 inrättades Søraust-Svalbard naturreservat.